# Beskydské divadlo
Beskydské divadlo v Novém Jičíně je dominantním kulturním zařízením města. Na jeho scéně hostují divadelní soubory z celé republiky i ze zahraničí. Sídlí v budově bývalého Německého spolkového domu z konce 19. století.
S myšlenkou výstavby Německého spolkového domu, jako nového německého kulturního a společenského centra pro Nový Jičín a okolí, přišly místní německé spolky. Na jaře roku 1872 byla zřízena loterie, jejíž výnos se stal základním kapitálem sbírky pro výstavbu budovy. Když v roce 1885 dosáhla výše kapitálu 15 000 zl., s přidáním částek formou úvěrů od německé spořitelny, mohlo se začít stavět. Autorem návrhu se stal vídeňský architekt Otto Thienemann, který v osmdesátých letech 19. století navrhl pro Nový Jičín také řadu dalších významných staveb. Stavební práce byly provedeny od jara 1885 do října 1886 novojičínskými firmami Heinricha Czeikeho, Richarda Klosse a Josefa Bluma. Malířskou výzdobu provedl se svým otcem Juliem novojičínský rodák Eduard Veith, který se mimo jiné podílel na výzdobě dnešní Státní opery v Praze.
Slavnostní otevření spolkového domu se odehrálo 24. října 1886. V následujících letech se zde konaly koncerty, divadelní představení, ale také bály či obchodní shromáždění. Česká kultura českých spolků měla v té době své místo v novojičínském Národním domě, postaveném roku 1894.
Po druhé světové válce zde působil stálý herecký soubor, který však byl v červnu 1963 v rámci kampaně rušení oblastních divadel zrušen a nahrazen tzv. "stálou divadelní scénou". Budova, která dodnes této divadelní scéně slouží, prošla v osmdesátých letech 20. století rozsáhlou rekonstrukcí a modernizací, při níž bohužel zmizela celá vnitřní secesní výzdoba.